# Gürsel Akselstadion
Het Gürsel Akselstadion (Turks: Gürsel Aksel Stadyumu, of voluit Gürsel Aksel Spor ve Sağlıklı Yaşam Merkezi) is een stadion in de stad İzmir (Turkije). Het is de thuishaven van voetbalclub Göztepe SK en biedt plaats aan 20.040 toeschouwers. Het stadion werd geopend in 2020 en is vernoemd naar oud-speler van Göztepe Gürsel Aksel, die in 1978 tragisch bij een explosie bij een tankstation om het leven was gekomen.

## Geschiedenis
In 2017 maakte Göztepe SK de bouwplannen voor een nieuw stadion bekend. De club ging in zee met de Turkse bouwfirma TOKİ, die op 9 september 2017 met de bouw begon. Even was er sprake van een capaciteit van zo'n 25.000 toeschouwers, maar dit werd later bijgesteld naar de uiteindelijke 20.040 stoelen. Het stadion is in de toekomst nog wel uit te breiden tot dit aantal van 25.000 toeschouwers. Eind 2019 was het stadion in gereedheid gekomen tegen een prijs van 218,9 miljoen lira. De opening was voorzien op 26 januari 2020 voor de wedstrijd tegen topclub Beşiktaş JK. Göztepe verhuisde dus halverwege het seizoen naar het nieuwe stadion. De wedstrijd tegen Beşiktaş werd gewonnen door de thuisclub met 2–1. Halil Akbunar maakte de eerste treffer namens de thuisploeg. Burak Yılmaz maakte vanaf de strafschopstip 1–1, waarna Celso Borges de winnende maakte. De eerste wedstrijd trok 17.855 toeschouwers, nog steeds het toeschouwersrecord. In 2021 en 2023 werd ook de Turkse bekerfinale in het stadion gespeeld en in 2022 maakte het Turks voetbalelftal voor het eerst hun opwachting in het stadion.

## Faciliteiten
Het stadion huisvest een voetbalmuseum, vergaderzalen, een foodhal, een ondergrondse parkeergarage en op het dak van het stadion een wandelpad. Er zijn 41 vip-suites en skyboxen.
Het stadion is bereikbaar met de bus (maatschappij ESHOT) vanuit andere delen in İzmir, Balçova, Narlıdere, Gaziemir en de luchthaven İzmir Adnan Menderes.

## Interlandoverzicht
| 1 | 14 juni 2022     | Turkije – Litouwen | 2 – 0 | UEFA Nations League 2022/23 (C) | 14.694 |
| 2 | 9 september 2024 | Turkije – IJsland  | 3 – 1 | UEFA Nations League 2024/25 (B) | 16.167 |

## Afbeeldingen

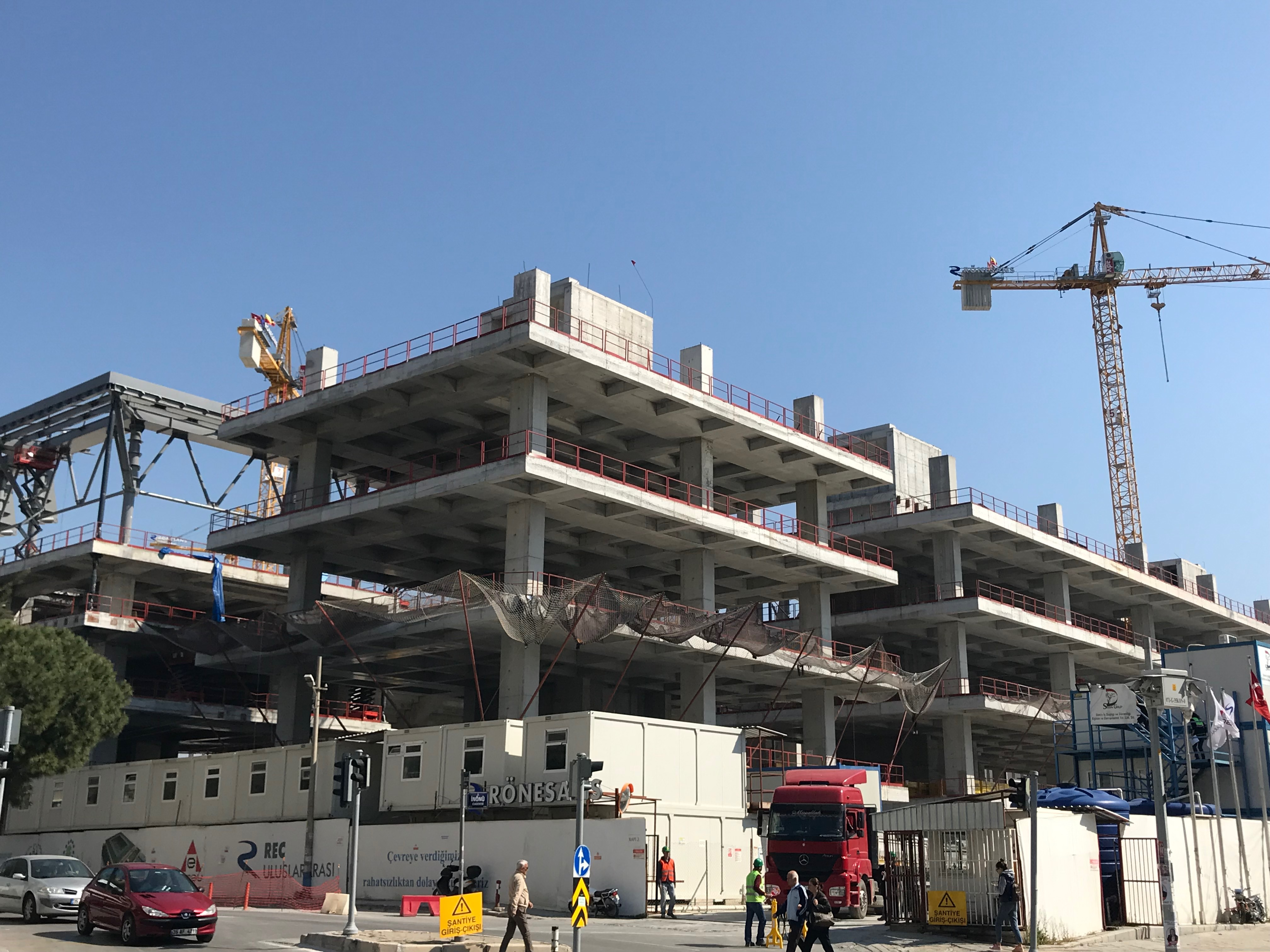
Het stadion in aanbouw (maart 2019)
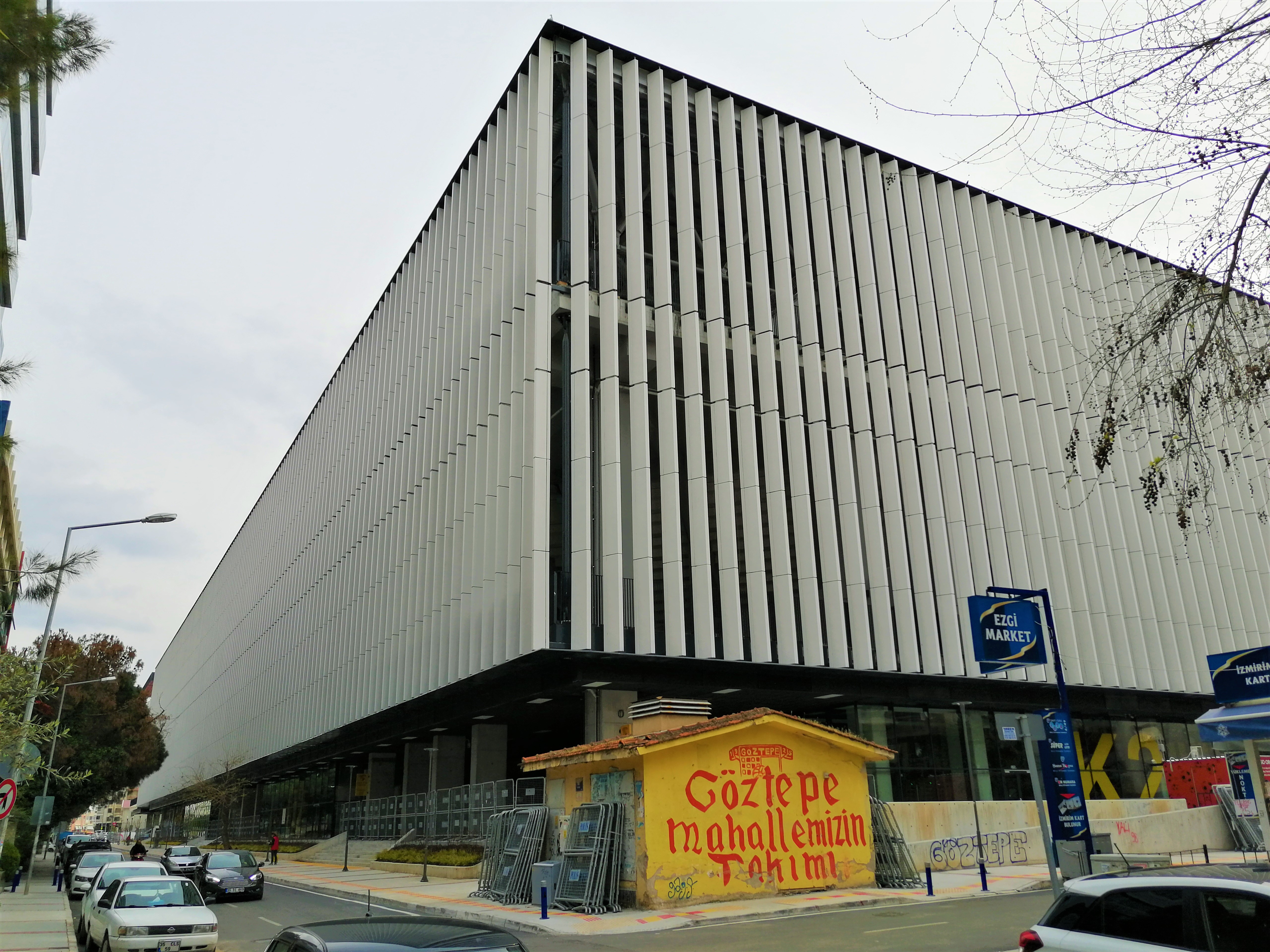
Achterzijde van het stadion
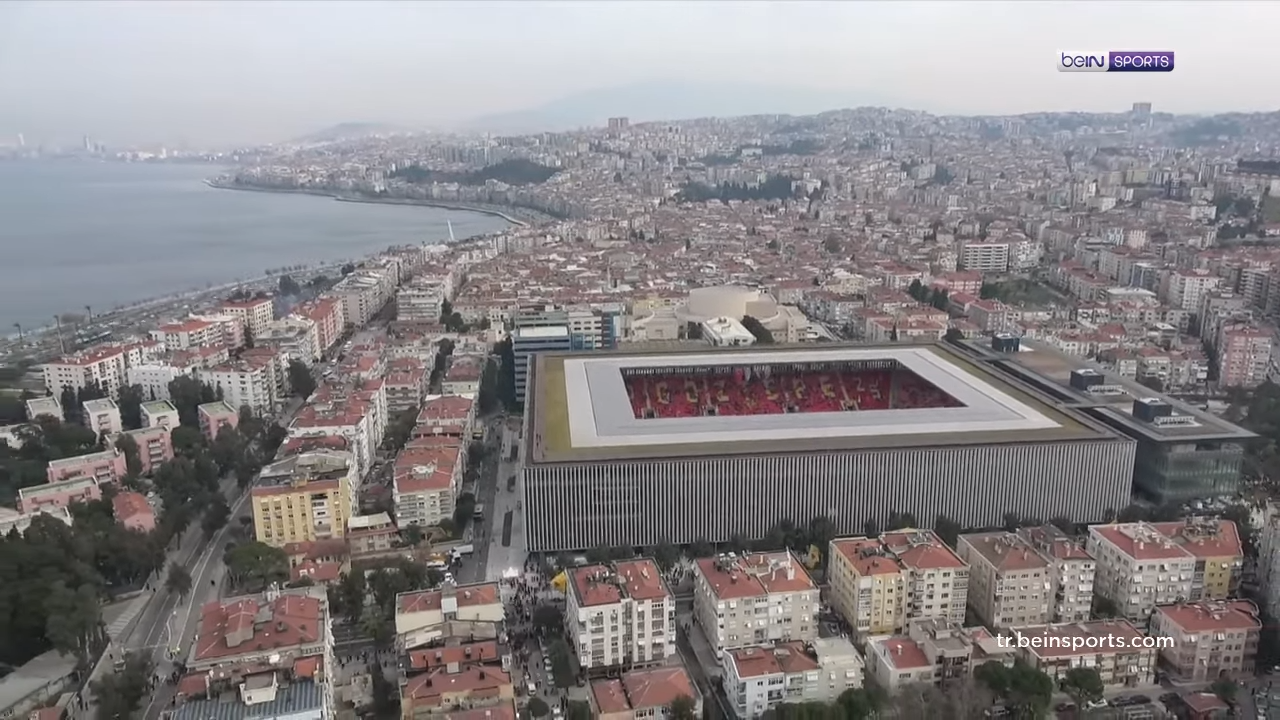
Luchtfoto

Ali Sami Yen Spor Kompleksi (Galatasaray) ·
Antalyastadion (Antalyaspor) ·
Atatürk Olympisch Stadion (Fatih Karagümrük) · 
Başakşehir Fatih Terimstadion (Başakşehir) · 
Beşiktaş Park (Beşiktaş) · Çotanak Spor Kompleksi (Giresunspor) · 
Eryamanstadion (Ankaragücü) ·
Esenyurt Necmi Kadıoğlustadion (Istanbulspor) · 
Gaziantepstadion (Gaziantep) ·
Kadir Hasstadion (Kayserispor) ·
Kırbıyık Holdingstadion (Alanyaspor) ·
Konya Büyükşehir Belediyestadion (Konyaspor) ·
Nieuw Adanastadion (Adana Demirspor) · 
Nieuw Hataystadion (Hatayspor) ·
Nieuw Sivas 4 september-stadion (Sivasspor) ·
Recep Tayyip Erdoğanstadion (Kasımpaşa) ·
Şenol Güneşstadion (Trabzonspor) ·
Şükrü Saracoğlustadion (Fenerbahçe) ·
Ümraniye Gemeentelijk stadion (Ümraniyespor)
Alsancak Mustafa Denizlistadion (Altay) ·
Aktepestadion (Keçiörengücü) · 
Bandırma 17 september-stadion (Bandırmaspor) ·
Bodrum İlçestadion (Bodrumspor) ·
Bolu Atatürkstadion (Boluspor) · 
Bornova Aziz Kocaoğlustadion (Altınordu) ·
Çaykur Didistadion (Çaykur Rizespor) ·
Denizli Atatürkstadion (Denizlispor) ·
Eryamanstadion (Gençlerbirliği) ·
Eyüpstadion (Eyüpspor) ·
Gürsel Akselstadion (Göztepe) ·
Kazım Karabekirstadion (Erzurumspor) · 
Manisa 19 mei-stadion (Manisa) ·
Nieuw Adanastadion (Adanaspor) · 
Nieuw Malatyastadion (Yeni Malatyaspor) · 
Nieuw Sakaryastadion (Sakaryaspor) ·
Pendikstadion (Pendikspor) ·
Samsun 19 mei-stadion (Samsunspor) ·
Tuzla Belediyestadion (Tuzlaspor)
Balıkesir Atatürkstadion (Balıkesirspor) ·
Bursa Büyükşehir Belediyestadion (Bursaspor) · 
Nieuw Eskişehirstadion (Eskişehirspor) ·
Osmanlıstadion (Ankaraspor) · 
Spor Toto Akhisarstadion (Akhisar Belediyespor)